# توماس بوغه
توماس بوغه (بالألمانية: Thomas Bugge) (و. 1740 – 1815 م) هو عالم فلك، ورياضياتي من الدنمارك. ولد في كوبنهاغن. كان عضوًا في الأكاديمية الملكية السويدية للعلوم، والجمعية الملكية.
توفي في كوبنهاغن، عن عمر يناهز 75 عاماً.

## مناصب وهيئات
أدار جامعة كوبنهاغن.